# Apistogramma bitaeniata
Apistogramma bitaeniata is een straalvinnige vissensoort uit de familie van de cichliden (Cichlidae). De wetenschappelijke naam van de soort werd voor het eerst geldig gepubliceerd in 1936 door Jacques Pellegrin.